# Chotěšov, Plzeň-jih
Chotěšov là một làng thuộc huyện Plzeň-jih, vùng Plzeňský, Cộng hòa Séc.